# Planners
Planners és una sèrie de televisió per internet de comèdia dramàtica romàntica argentina original de Star+. La trama gira al voltant d'una reeixida wedding planner que ha de reinventar-se en el negoci després de divorciar-se i sortir de l'empresa que compartia amb l’exmarit. És protagonitzada per Celeste Cid, Gonzalo Valenzuela, Leticia Siciliani, Guillermo Pfening, Matías Recalt i Marcos Montes. La sèrie es va estrenar el 5 de maig de 2023.

## Argument
La sèrie se centra en la vida de Malena (Celeste Cid), una planificadora d'esdeveniments molt reeixida que es troba travessant per un moment molt complicat amb Marcos (Gonzalo Valenzuela), el seu marit i al seu torn arma un nou equip de treball professional, on naixeran els conflictes i nous vincles laborals i amorosos.

## Repartiment

### Principal
- Celeste Cid com Malena Carregal
- Leticia Siciliani com Cali Portman
- Gonzalo Valenzuela com Marcos Gutiérrez
- Guillermo Pfening com Andrés «Andy» Garrison
- Marcos Montes com Raymundo «Ray»
- Matías Recalt com Javier Gutiérrez

### Secundari
- Claudio Da Passano com Lito Carregal
- Luz Palazón com Verónica
- Camila Peralta com Clara Carregal
- Martín Slipak com Lisandro
- Valentin Villafañe com Iván
- Violeta Reznik com Antonia «Toni»
- Santiago Caamaño com «Goyo»
- Catalina Cofone Polack com Rocío
- Gustavo Bonfigli com Arturo

### Participacions
- Oriana Scarano com Luna
- Nora Cárpena com Paulina
- Marina Bellati com Julieta
- Lili Popovich com Miranda Aguirre
- Nina Spinetta com Laura
- Pablo Mónaco com Gregorio Ezcurra
- Alejandra Baldoni com Delfina Finisola
- Claudio Rissi com Vito
- Laila Maltz com Camelia
- Alan Daicz com Franco
- Nicolás Pauls com Ulises
- Luis Ziembrowski com Manuel
- Fabián Mazzei com Alejandro Gallo
- Emilia Mazer com Viviana
- Adriana Aizemberg com Bobe
- Claudio Tolcachir com Abel
- Patricio Aramburu com Julio
- Mariana Richaudeau com Susana

## Episodis
| Núm. | Títol                       | Direcció      | Guió                                           | Data d'emissió original |
| ---- | --------------------------- | ------------- | ---------------------------------------------- | ----------------------- |
| 1    | «No confiemos»              | Daniel Barone | Mariana Wainstein, María Zanetti i Luz Márquez | 5 de maig de 2023       |
| 2    | «Hurra»                     | Daniel Barone | Mariana Wainstein, María Zanetti i Luz Márquez | 5 de maig de 2023       |
| 3    | «A Marcos le va a encantar» | Daniel Barone | Mariana Wainstein, María Zanetti i Luz Márquez | 5 de maig de 2023       |
| 4    | «Qué gran día»              | Daniel Barone | Mariana Wainstein, María Zanetti i Luz Márquez | 5 de maig de 2023       |
| 5    | «Todo controlado»           | Daniel Barone | Mariana Wainstein, María Zanetti i Luz Márquez | 5 de maig de 2023       |
| 6    | «Te lo digo como me sale»   | Daniel Barone | Mariana Wainstein, María Zanetti i Luz Márquez | 5 de maig de 2023       |
| 7    | «Acá no hay oxígeno»        | Daniel Barone | Mariana Wainstein, María Zanetti i Luz Márquez | 5 de maig de 2023       |
| 8    | «¿Podemos hablar?»          | Daniel Barone | Mariana Wainstein, María Zanetti i Luz Márquez | 5 de maig de 2023       |
| 9    | «Canal 1 liberado»          | Daniel Barone | Mariana Wainstein, María Zanetti i Luz Márquez | 5 de maig de 2023       |

## Desenvolupament

### Producció
Al març del 2021, es va comunicar que Star+ havia donat llum verda per a la producció de La boda de tus sueños, una ficció ideada per Bàrbara Deu, la qual estaria inspirada en la seva pròpia vida. A l'abril d'aquest any, es va anunciar que Daniel Barone seria el director de la sèrie i que la mateixa comptaria amb 8 episodis. Al maig del mateix any, es va confirmar que la producció estaria a càrrec d'Emiliano Szulewicz i Adrián González. Aquest mateix mes, es va anunciar que Mariana Wainstein, Pablo Rossi, María Zanetti i Luz Marquez serien els responsables del guió.
Al juny del 2021, es va confirmar que la sèrie va ser canviada de nom sota el títol de Planners en lloc de La boda de tus sueños.

### Rodatge
Les gravacions de la sèrie van iniciar al juny del 2021 en Buenos Aires sota mesures de sanitat establertes pel Govern de la Nació a causa de la pandèmia per COVID-19. Al setembre del mateix any, les gravacions de la sèrie van finalitzar.

### Càsting
Al març del 2021, es va informar que Celeste Cid va ser fitxada per a protagonitzar la sèrie en el paper d'una wedding planner i que al costat d'ella estaria Leticia Siciliani, interpretant la seva assistent. A l'abril d'aquest mateix any, es va anunciar que Matías Recalt, Gonzalo Valenzuela i Marcos Montes s'havien unit a l'elenc principal, i que Guillermo Pfening faria una participació especial. Al maig del mateix any, l'actor Gustavo Bonfigli es va sumar a la sèrie. Al juny d'aquest any, Fabián Mazzei, Alan Daicz i Luz Palazón es van unir a l'elenc de la sèrie.

## Recepció

### Comentaris de la crítica
Diego Batlle d’Otros cines va assenyalar que Planners «aposta a una estètica gairebé publicitària i per moments es permet sortir de la seva zona de confort i control amb situacions absurdes», com així també posseeix «una cuidada narració a càrrec de l'experimentat Daniel Barone dominada per la prolixitat i la contenció». Diego Lerer de Micropsia va ressaltar que la sèrie «funciona més que res gràcies al talent, el carisma i la bellesa de Celeste Cid» i que «més enllà que sigui discretament entretinguda, la sèrie té la liviandad d'un avís de perfums, l'elegància d'un dia en una estada de luxe i el drama d'una telenovel·la de la nit en versió VIP».

### Premis i nominacions
| Llista de premis i nominacions | Llista de premis i nominacions | Llista de premis i nominacions                    | Llista de premis i nominacions | Llista de premis i nominacions | Llista de premis i nominacions |
| Any                            | Organització                   | Categoria                                         | Nominat/a(s)                   | Resultat                       | Ref(s)                         |
| ------------------------------ | ------------------------------ | ------------------------------------------------- | ------------------------------ | ------------------------------ | ------------------------------ |
| 2023                           | Produ Awards                   | Millor direcció de fotografia                     | Sol Lopatín                    | Pendent                        | [ 18 ]                         |
| 2023                           | Produ Awards                   | Millor compositor musical                         | Pablo Borghi                   | Pendent                        | [ 18 ]                         |
| 2023                           | Premis Cóndor de Plata         | Millor sèrie de comèdia i/o musical               | Planners                       | Nominat                        | [ 19 ]                         |
| 2023                           | Premis Cóndor de Plata         | Millor actriu protagonista en comèdia i/o musical | Celeste Cid                    | Nominat                        | [ 19 ]                         |